# Leprak
Leprak is een bestuurslaag in het regentschap Bondowoso van de provincie Oost-Java, Indonesië. Leprak telt 2818 inwoners (volkstelling 2010).